# IC 3301
IC 3301 је елиптична галаксија у сазвјежђу Береникина коса која се налази на листи објеката дубоког неба у Индекс каталогу.
Деклинација објекта је + 14° 10' 19" а ректасцензија 12h 25m 17,6s. Привидна величина (магнитуда) објекта IC 3301 износи 15,4 а фотографска магнитуда 16,4. IC 3301 је још познат и под ознакама IC 3307, VCC 790, PGC 40491.